# كوفريغي
كوفريغي (بالرومانية: koˈvridʒʲ) هي مخبوزات رومانية تُشبه العقدية. تُحضّر من خبز مملّح يُزيَّن ببذور الخشخاش أو السمسم أو بحبيبات الملح الخشنة. لا تحتوي عادةً على مواد مُحلّية مضافة مثل السكر.
كلمة كوفريغي هي جمع الكلمة الرومانية كوفرغ، وهي مُقتبسة من اللغة البلغارية القديمة كوفرغъ (kovrigъ).وتوجد كلمات قريبة من حيث الأصل والمعنى في لغات سلافية أخرى، مثل الكلمة الروسية كوفرِيغا (الروسية: коврига) التي تعني "خبز دائري"، أو "كوروفاي". وتُذكر كلمة كوفرِيغا في كتاب "الوقائع الأولية  تحت سنة 1074. ولا يزال الأصل الاشتقاقي النهائي للكلمة غير مؤكد.
تُعدّ الكوفرجي طعاماً خفيفاً شائعاً في المناطق الحضرية من رومانيا، وتُقدَّم أيضاً كهدايا تقليدية خلال الأعياد في المناطق الريفية. وتُعرف مدينة بوزاو بأنها من أشهر المدن الرومانية بإنتاج الكوفرجي.
وفقًا لإحدى الروايات الشعبية، فقد أدخل التجّار اليونانيون الكوفريغي إلى بوزاو في القرن التاسع عشر بهدف زيادة استهلاك النبيذ، الذي كانوا يبيعونه. ومع ذلك، فإن الشبه كبير بين الكوفريغي والبريتزل الألماني، بالإضافة إلى التشابه مع معجنات رومانية أخرى مثل سفينتيشوري، يُشير إلى أن أصل الكوفريغي قد يكون أقدم من ذلك بكثير.

## أنظر أيضا
سميط